# Pacote de maternidade

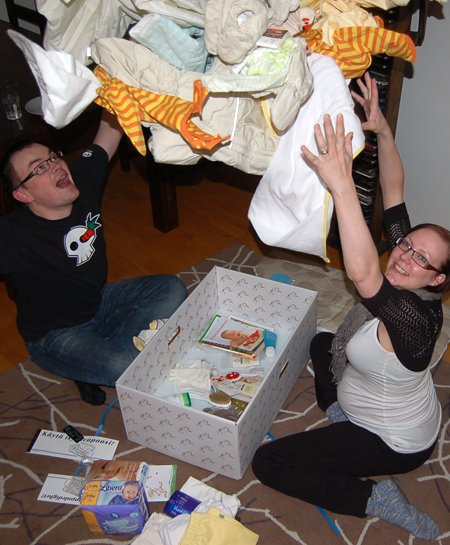
Pacote sendo aberto por um casal finlandês

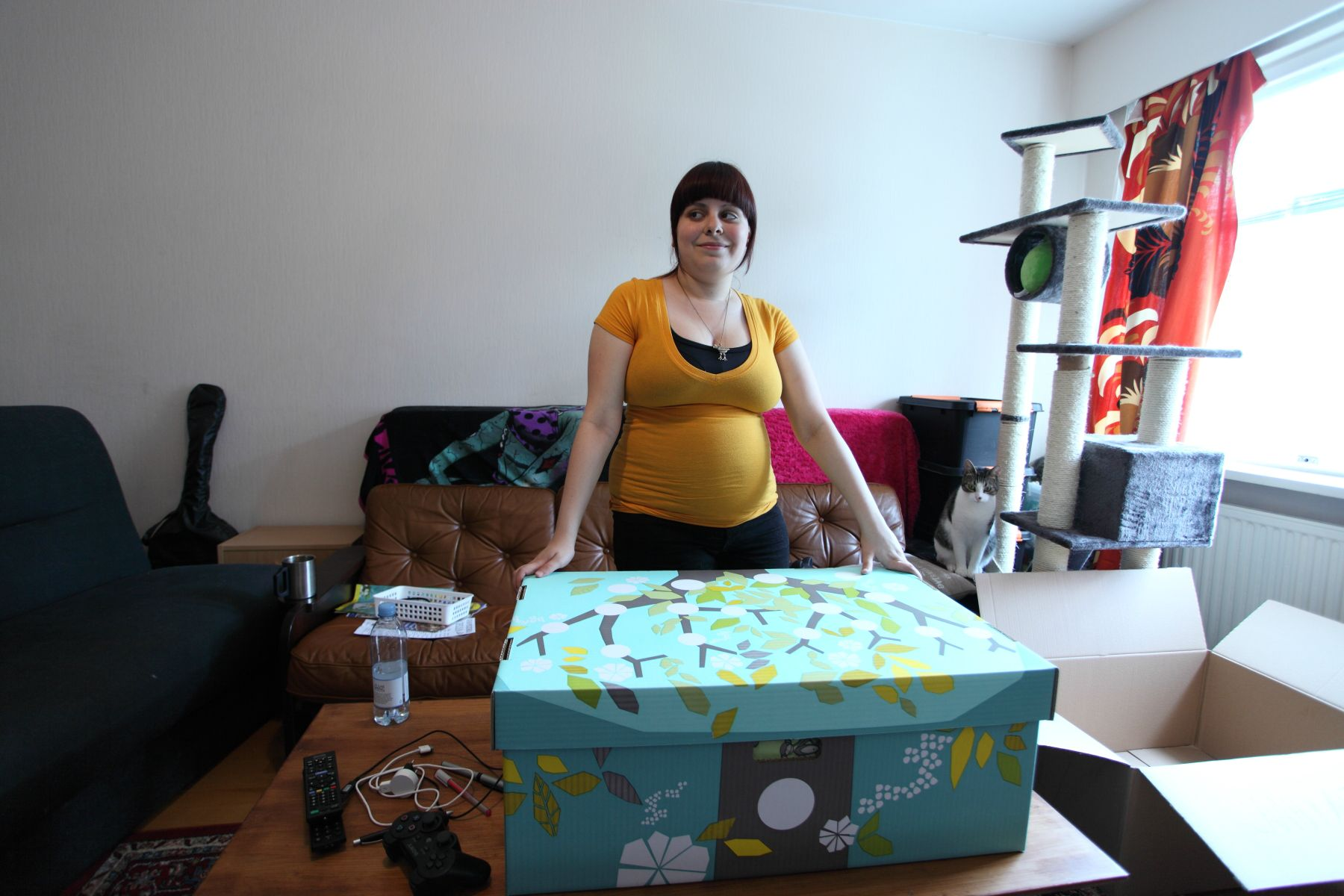
Uma futura mãe recebe o pacote

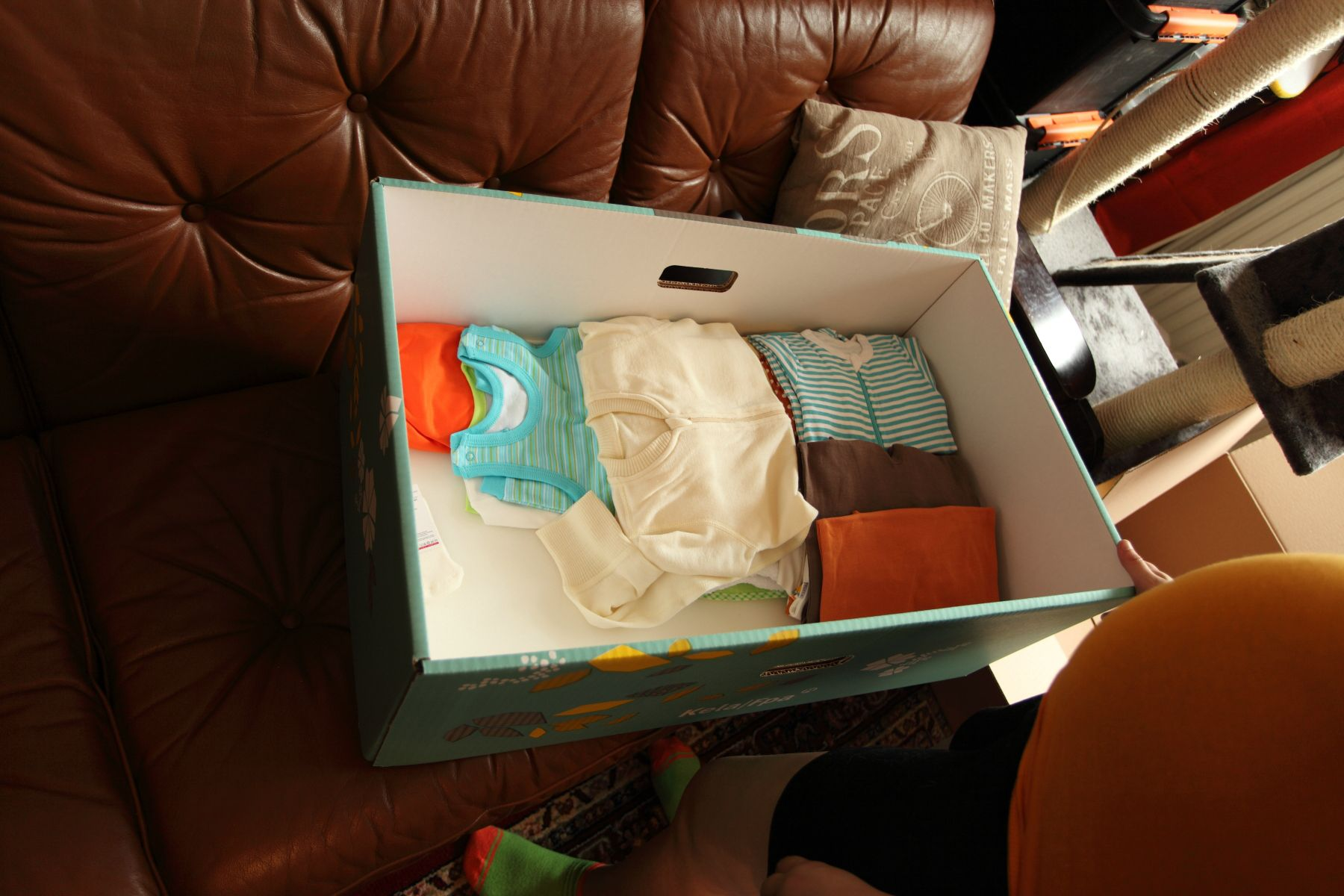
Partes do pacote de 2014

O pacote de maternidade (em finlandês: äitiyspakkaus; em sueco: moderskapsförpackning) é um conjunto de itens para o cuidado de bebês distribuído pela Kela, instituição responsável pela seguridade social na Finlândia. Todos os pais, gestantes ou famílias adotando filhos, recebem vários itens para recém-nascidos, como roupas, fraldas e roupa de cama. Começou a ser dado em 1938 às famílias de baixa renda e, desde 1949, é distribuído a todas as famílias finlandesas, desde que visitem um médico ou clínica de pré-natal. Após uma reportagem da BBC em 2013, a ideia do pacote de maternidade ganhou popularidade em outros países. Alguns desses países, como Argentina e África do Sul, introduziram o pacote em fase experimental.

## História
O pacote começou a ser distribuído em 1938 às famílias de baixa renda na Finlândia com objetivo de diminuir a mortalidade infantil e lidar com a redução de natalidade no país. A partir de 1949, o pacote começou a ser distribuído para todas as gestantes, independente da renda, que visitassem médico ou clínica pré-natal antes do quarto mês da gestação. Mamadeiras eram dadas no início, mas deixadas de serem distribuídas depois, como incentivo à amamentação.

## O pacote
Contém itens como roupas com cores neutras, roupa de cama, colchão, entre outros produtos de cuidado infantil como escova de dentes e tesoura para unhas. O pacote, além de conter vários itens para o cuidado do bebê, também se transforma em um berço, que também pode ser usada pelos recém-nascidos durante os primeiros dias, apesar de não ser recomendado. Os itens incluídos no pacote maternidade são revisados todos os anos. Ao invés do pacote, as famílias finlandesas podem escolher pelo benefício pago diretamente pela Kela. 95% das famílias decidem escolher o pacote com o primeiro filho, e um terço escolhem o benefício pago pela Kela para os filhos subsequentes.

## Em outros países
A publicação da BBC em 2013 popularizou o conceito do pacote maternidade que existe na Finlândia. Desde então, o pacote vem sendo experimentado em outros países, como Argentina, África do Sul, Austrália, e o Canadá. Houve um experimento na Escócia em 2017. Em estados americanos, como Alasca, Texas, Nova Jérsei começaram a oferecer caixas com produtos para bebês aos seus residentes.
O casal real britânico Catarina e Guilherme receberam um pacote como um presente da Finlândia em 2013. O casal real sueco Daniel e Vitória também receberam um pacote como presente em 2012. Em 2014, a empresa finlandesa Finnish Baby Box foi fundada por três pais finlandeses com o propósito de popularizar o pacote em outros países. O pacote teve que ser adaptado a diferentes países, como os pacotes enviados à Austrália, onde macacões acolchoados não são necessários devido a temperatura do país.